# Gonomyia (Gonomyia) lobulata
Gonomyia (Gonomyia) lobulata is een tweevleugelige uit de familie steltmuggen (Limoniidae). De soort komt voor in het Palearctisch gebied.